# Yamaya Tanin
Yamaya Tanin est un nom japonais traditionnel ; le nom de famille (ou le nom d'école), Yamaya, précède donc le prénom (ou le nom d'artiste).
Yamaya Tanin (山屋 他人) (18 avril 1866 - 10 septembre 1940) est un théoricien naval et amiral  de la marine impériale japonaise. Il est l'ancêtre direct de l'impératrice Masako Owada.

## Biographie
Né dans une famille samouraï de Morioka dans la province de Mutsu (actuelle préfecture d'Iwate), Yamaya est diplômé de la 12e promotion de l'académie navale impériale du Japon en 1886. Il est classé 5e sur 19 cadets. Devenu aspirant, il sert sur le cuirassé Fusō (en). Après plusieurs affectations sur divers navires, dont l'une sur le croiseur Naniwa (en), il est assigné en 1891 sur l'Itsukushima (en) pour un voyage en France et revient un an plus tard en mai 1892. Promu lieutenant, il est chef-navigateur sur la corvette Yamato (en).
Transféré au paquebot transformé Saikyo-maru (en), Yamaya sert comme chef-navigateur durant la première guerre sino-japonaise et est présent lors de la bataille du fleuve Yalou du 17 septembre 1894 avec l'amiral Kabayama Sukenori de l'État-major de la marine impériale japonaise. Il devient plus tard officier-torpilleur en chef sur le croiseur Takachiho (en).
En 1896, Yamaya entre à l'école navale impériale du Japon puis est promu capitaine de corvette. Il devient instructeur un an seulement après son diplôme. Il gagne la réputation d'être un tacticien créatif.
Promu commandant en 1899, Yamaya est rappelé au combat en préparation de la guerre russo-japonaise. Il sert comme commandant en second sur le cuirassé Hatsuse (en). Son premier commandement est le croiseur Akitsushima avec lequel il participe à la bataille de la mer Jaune le 10 août 1904. Promu capitaine peu après, il commande le Kasagi (en) durant la bataille de Tsushima le 26 mai 1905.
Après la guerre, il est nommé capitaine du croiseur Chitose (en). Servant à divers postes dans les flottes et l'État-major, Yamaya est promu contre-amiral le 1er décembre 1909. Nommé deux fois commandant de l'école navale impériale, de 1909 à 1911 puis en 1913, il diffuse les théories de l'amiral Akiyama Saneyuki. Il est promu vice-amiral le 1er décembre 1913.
Yamaya est assigné comme commandant de l'escadre des mers du sud (composée des croiseurs Asama, Kurama (en) et Tsukuba (en)) au début de la Première Guerre mondiale. Il chasse les navires allemands de l'escadre d'Extrême-Orient dans le Pacifique sud d'octobre à décembre 1914. Sous son commandement, les forces japonaises occupent les anciennes colonies allemandes de  Yap et des îles Carolines. Il est décoré de la Navy Distinguished Service Medal par les États-Unis pour ses contributions à l'effort de guerre allié.
Rappelé au Japon l'année suivante, Yamaya est nommé vice-chef de l'État-major de la marine impériale japonaise où il sert jusqu'en 1918 puis est nommé commandant de la 2e flotte.
Promu amiral le 15 novembre 1919, Yamaya succède à l'amiral Yamashita Gentarō comme commandant-en-chef de la 1re flotte et est en même temps commandant-en-chef de la flotte combinée jusqu'en 1920. Il est commandant du district naval de Yokosuka de 1920 à 1923.
Retiré du service actif deux ans plus tard, Yamaya vit retiré jusqu'à sa mort en 1940.